# 法裔日本人
法裔日本人，是亞洲的小型法僑社群，主要是專業人士和他們的家人。在2017年他們有12,273人。他們主要生活在東京、京阪神、橫濱和札幌。

## 概觀
法國人最早在16世紀到達日本，但在江戶時代因德川幕府鎖國體制兩國接觸幾乎中斷，到19世紀後期兩國才重新來往，他們作為軍事與教育顧問受僱。
現在日本的法國社區一直在穩步增長，在過去十年中增長了35％以上。與日本合作的法國公司來自許多不同的行業，如化學品和水晶製品。與此同時，法國訪日遊客人數幾乎翻了一番，達到每年15萬人。
日本有4所日法雙語學校，60個文化協會和700多家法國公司。